# Mario Alberto Rizzi
Mario Alberto Rizzi (Junín, Provincia de Buenos Aires, Argentina, 20 de mayo de 1954) es un exfutbolista y actual director general de la escuela de directores técnicos de ATFA San Isidro. Como futbolista se desempeñó como delantero, se inició en el club Rivadavia de Junín y debutó en Primera División con San Lorenzo de Almagro.

## Trayectoria
Empezó su carrera e hizo las divisiones inferiores en Rivadavia de Junín, también jugó en Jorge Newbery en los Torneos Regionales en su ciudad natal, pero su debut en Primera División fue en San Lorenzo de Almagro, donde es considerado un ídolo, pese a no haber logrado ningún título oficial en esta institución, en donde convirtió 64 goles y paso los 200 partidos. Se fue antes de terminar el Torneo Metropolitano de 1981. Quedó en la historia también, por haber convertido el último gol en el Viejo Gasómetro antes de su demolición, el gol fue anotado a Cipoletti en un 4 a 0 en el Torneo Nacional de 1979. Después siguió su carrera en América de Cali, Racing Club, Instituto de Córdoba, Rosario Central y Sarmiento de Junín, donde se tuvo que retirar por una lesión. 
Luego se abocó a la dirección técnica comandando a varios clubes del ascenso, consiguiendo subir de categoría a All Boys, Tigre, Sarmiento de Junín y Macará de Ecuador, también consiguió el título de la Primera C con Sportivo Italiano. Actualmente es scouting del Club Atlético San Lorenzo de Almagro fútbol profesional y director general escuela de directores técnicos ATFA San Isidro.
En 2019 volvió a San Lorenzo para trabajar bajo la órbita de la Secretaría Técnica de Fútbol siguiendo a jugadores propios a préstamo y evaluando nuevos valores que aparezcan en el ascenso.

## Clubes

### Como futbolista
| Club                   | País      | Año       |
| ---------------------- | --------- | --------- |
| Rivadavia de Junín     | Argentina | 1971-1975 |
| San Lorenzo de Almagro | Argentina | 1975-1981 |
| América de Cali        | Colombia  | 1981-1982 |
| Racing Club            | Argentina | 1982-1983 |
| Instituto de Córdoba   | Argentina | 1984-1985 |
| Rosario Central        | Argentina | 1985      |
| Sarmiento de Junín     | Argentina | 1985-1986 |

### Como entrenador
| Club                               | País      | Año       |
| ---------------------------------- | --------- | --------- |
| All Boys                           | Argentina | 1992-1993 |
| Chaco For Ever                     | Argentina | 1993-1994 |
| Tigre                              | Argentina | 1994-1998 |
| Almirante Brown                    | Argentina | 1998-1999 |
| Brown de Arrecifes                 | Argentina | 1999-2000 |
| Morón                              | Argentina | 2002-2003 |
| Macará de Ecuador                  | Ecuador   | 2003      |
| Sarmiento                          | Argentina | 2004-2005 |
| Tristán Suárez                     | Argentina | 2005      |
| Sarmiento                          | Argentina | 2005-2006 |
| Los Andes                          | Argentina | 2006-2007 |
| Platense                           | Argentina | 2007-2008 |
| Sarmiento                          | Argentina | 2008-2009 |
| Almagro                            | Argentina | 2009-2011 |
| Los Andes                          | Argentina | 2011      |
| Huracán de Tres Arroyos            | Argentina | 2012-2013 |
| Sportivo Italiano                  | Argentina | 2013-2015 |
| Club Sportivo Italiano (Argentina) | Argentina | 2017-2018 |

## Palmarés

### Como entrenador

#### Torneos nacionales
| Título    | Club              | País      | Año  |
| --------- | ----------------- | --------- | ---- |
| Primera B | All Boys          | Argentina | 1993 |
| Primera B | Sarmiento         | Argentina | 2004 |
| Primera C | Sportivo Italiano | Argentina | 2014 |

#### Otros logros
| Título                                  | Club             | País      | Año  |
| --------------------------------------- | ---------------- | --------- | ---- |
| Ascenso a Segunda División de Argentina | Tigre            | Argentina | 1995 |
| Ascenso a Primera División de Ecuador   | Deportivo Macará | Ecuador   | 2003 |